# Mara (distrito)
O Distrito peruano de Mara é um dos seis distritos que formam a Província de Cotabambas, situada no Apurímac, pertencente a Região Apurímac, Peru.

## Transporte
O distrito de Maras é servido pela seguinte rodovia:
- AP-115, que liga a cidade de Tambobamba ao distrito
- PE-3SF, que liga o distrito de Anta (Região de Cusco) à cidade de Abancay (Região de Apurímac) [2][3][4]